# Battaglia del Riachuelo
La battaglia del Riachuelo è stato un importante scontro navale occorso l'11 giugno 1865 nelle acque del fiume Paraná tra la Marina imperiale brasiliana e quella paraguaiana durante la guerra della Triplice Alleanza nella fase nota come campagna di Corrientes.
Per dimensioni e numero di imbarcazioni e uomini coinvolti è stato il più grande scontro navale mai verificatosi in Sudamerica.

## Antefatti
All'inizio del 1865, il Paraguay, che nel dicembre 1864 aveva invaso il Mato Grosso brasiliano, chiese al governo argentino - guidato da Bartolomé Mitre - il permesso di far passare le truppe paraguaiane attraverso la provincia argentina di Corrientes. Obbiettivo del dittatore paraguaiano Francisco Solano López era quello di invadere la provincia brasiliana del Rio Grande do Sul, ma soprattutto, di invadere l'Uruguay, dove pochi mesi prima era stato rovesciato da un golpe appoggiato dal Brasile e dall'Argentina il suo alleato Bernardo Prudencio Berro. Il controllo di Montevideo avrebbe quindi consentito al Paraguay di garantirsi non solo uno sbocco sull'Oceano Atlantico, ma anche la possibilità di ottenere rifornimenti bellici bypassando il porto di Buenos Aires. Al rifiuto di Mitre di far passare l'esercito paraguaiano sul territorio argentino il governo di Asunción dichiarò guerra all'Argentina il 18 marzo. Le autorità paraguaiane consideravano una violazione della pretesa neutralità argentina il fatto che il suo governo, dopo aver negato alle truppe paraguaiane il passaggio attraverso la provincia di Corrientes, non facesse lo stesso con le forze brasiliane, facendo riferimento in particolare al fatto che la navigazione sui fiumi argentini non fosse stata bloccata. Tuttavia, questo atteggiamento passivo si spiega con il principio della libera navigazione dei fiumi interni proclamato tredici anni prima dall'Argentina. Uno di questi fiumi, il Paraná, costituiva la principale via d'accesso alla zona di conflitto nel Mato Grosso.
Nell'aprile del 1865, il Ministero degli Esteri brasiliano informò il governo argentino che la sua flotta da guerra sarebbe entrata nel fiume Paraná. Dal canto suo Mitre non pose alcun ostacolo a questa operazione. Nove corazzate, di stanza a Buenos Aires al comando del commodoro Francisco Manuel Barroso da Silva, lasciarono la capitale argentina così alla volta del Paraguay.
Il 13 dello stesso mese l'esercito paraguaiano occupò la città di Corrientes ed iniziò ad invaderne la provincia. Il 1º maggio, Argentina, Brasile e Uruguay firmarono segretamente il trattato della Triplice Alleanza e pochi giorni dopo l'Argentina dichiarò guerra al Paraguay.
Poco prima dell'occupazione della città di Corrientes, lo squadrone brasiliano era stazionato nei pressi della città di Goya, a circa 230 km a valle, lungo il Paraná. Lo scopo della presenza dei brasiliani sul fiume non sembra essere stato quello di impedire il transito di truppe attraverso il corso superiore di quel fiume o dal fiume Paraguay, ma di impedire l'arrivo di armi acquistate da López in Europa, che avrebbero potuto essere utilizzate contro il Brasile.
La prima operazione militare contro le forze paraguaiane invasori - a parte la difesa disordinata delle milizie di Corrientes - fu lo sbarco delle truppe argentine al comando del generale Wenceslao Paunero nella città di Corrientes. Su richiesta di Paunero, lo squadrone brasiliano trasportò le truppe argentine a Corrientes, che occupò con un attacco a sorpresa. Lì vide che era in allarmante inferiorità numerica e che le forze paraguaiane continuavano ad aumentare, mentre il capo squadriglia brasiliano si rifiutava di bloccare il passaggio delle truppe attraverso il Paso de la Patria. Paunero evacuò quindi la città a bordo di navi brasiliane.
La città era tornata nelle mani dei paraguaiani che poco inviarono una divisione dell'esercito ad occupare i villaggi lungo le rive del fiume Paraná fino ai pressi di Goya. Nonostante quest'ultima manovra le acque del fiume rimasero sotto il controllo dei brasiliani, poiché la squadra imperiale era ancorata a poca distanza da Corrientes, sulla costa del Chaco.

## Il piano della battaglia
La flotta paraguaiana, di dimensioni più ridotte di quella brasiliana, arrivò alla fortezza di Humaitá la mattina del 9 giugno. López ordinò di attaccare le navi che trasportavano le truppe alleate accampate presso la confluenza del torrente Riachuelo nel Paraná. La flottiglia paraguaiana era composta da nove navi e sette chiatte, ciascuna delle quali armata di un cannone, per un totale di 44 cannoni. Appostate sulla riva vi erano inoltre delle truppe con 22 cannoni e due batterie di razzi Congreve. La squadra brasiliana invece era composta da nove navi per un totale di 68 cannoni.
I paraguaiani avevano pianificato un attacco a sorpresa prima dell'alba, poiché erano pienamente consapevoli che la maggior parte delle truppe brasiliane sarebbe scesa dai piroscafi per dormire a terra, lasciando solo una piccola guarnigione di uomini a guardia della flotta.
Il piano originale prevedeva che, nell'oscurità della notte, i piroscafi paraguaiani si avvicinassero di soppiatto alle navi brasiliane attraccate e le abbordassero completamente. Non era stato pianificato alcuno scontro oltre a quello effettuato dalla squadra d'abbordaggio, e i piroscafi paraguaiani erano lì solo per fornire copertura alle forze di combattimento dell'entroterra.

## La battaglia
La flotta paraguaiana lasciò la fortezza di Humaitá la notte del 10 giugno 1865 e si diresse verso il porto di Corrientes. López aveva dato ordini precisi di avvicinarsi furtivamente ai piroscafi brasiliani attraccati e di abbordarli prima dell'alba. Questo avrebbe lasciato le forze di terra brasiliane prive della loro flotta nelle prime fasi della guerra.
López inviò nove piroscafi: Tacuarí, Ygureí, Marqués de Olinda, Paraguarí, Salto Guairá, Rio Apa, Yporá, Pirabebé e Yberá al comando del capitano Meza, che era a bordo del Tacuarí. Tuttavia, circa due leghe dopo aver lasciato Humaitá, la flottiglia paraguaiana raggiunse un punto noto come Nuatá-pytá, dove il motore dell'Yberá si ruppe. Dopo aver perso ore nel tentativo di ripararlo, si decise di proseguire solo con gli otto piroscafi rimasti.
I paraguaiani raggiunsero Corrientes dopo l'alba, ma a causa di una fitta nebbia il piano era ancora eseguibile poiché la maggior parte, se non tutte, le truppe brasiliane erano ancora a terra. Tuttavia, disobbedendo agli ordini di López, Meza decise che la flotta avrebbe continuato a scendere il fiume e a sparare contro l'accampamento e le navi attraccate al loro passaggio. I paraguaiani aprirono il fuoco alle 9.25.
I paraguaiani passarono in una linea parallela alla flotta brasiliana e proseguirono a valle. Su ordine di Meza, l'intera flotta aprì il fuoco contro i piroscafi brasiliani attraccati. Le truppe di terra, rendendosi conto di essere sotto attacco, salirono frettolosamente a bordo delle proprie navi e iniziarono a rispondere al fuoco. Uno dei piroscafi paraguaiani fu colpito alla caldaia e anche una delle chiatte fu danneggiata. Una volta fuori portata, virarono verso monte e ancorarono le chiatte, che formarono una linea in una parte molto stretta del fiume. Lo scopo era quello di intrappolare la flotta brasiliana.
L'ammiraglio Barroso si accorse della tattica paraguaiana e virò verso a valle per inseguire i paraguaiani, ma questi iniziarono a sparare dalla riva contro la nave di testa, la Belmonte. La seconda nave della linea, la Jequitinhonha, virò erroneamente a monte venendo seguita dall'intera flotta. Questa manovra lasciò la Belmonte da sola a ricevere l'intera potenza di fuoco della flotta paraguaiana, che la mise presto fuori combattimento. Poco dopo la Jequitinhonha si arenò, diventando così una facile preda per i paraguaiani.
Per evitare il caos e riorganizzare la sua flotta, Barroso decise di tornare in battaglia con la sua nave ammiraglia - l'Amazonas - in testa, per impedire ai paraguaiani di ritirarsi. Quattro piroscafi (Beberibe, Iguatemí, Mearim e Araguarí) seguirono quindi l'Amazonas.
Il commodoro Meza abbandonò la sua posizione difensiva e attaccò la linea brasiliana, inviando tre navi all'inseguimento dell'Araguarí.
Barroso, che in quel momento guidava la linea a monte, decise una misura disperata per cercare di cambiare l'esito della battaglia: su consiglio di uno dei piloti di navigazione, nativo di Corrientes, attaccò frontalmente la prima nave paraguaiana che gli capitò a tiro, la Paraguarí, e la speronò con la sua prua corazzata. Poi speronò la Marquez de Olinda e la Salto, e affondò una chiatta. A quel punto il Paraguarí era stato distrutto. Altri due piroscafi paraguaiani furono distrutti dal fuoco dell'artiglieria brasiliana.
I paraguaiani cercarono quindi di allontanarsi, mentre il Beberibe e l'Araguarí iniziarono l'inseguimento, causando gravi danni al Tacuarí e al Pirabebé; ma l'oscurità della notte imminente impedì che queste navi fossero affondate.
Una volta che uno dei piroscafi brasiliani fu liberato dall'incaglio, tre navi brasiliane attaccarono in successione diversi piroscafi nemici, spingendoli sul fondo. La battaglia era ormai decisa: la maggior parte della flotta paraguaiana era stata danneggiata o distrutta.
L'unica nave distrutta della flotta brasiliana fu la Jequitinhonha, incendiata dalla Paraguarí e dalla Marquez de Olinda. I paraguaiani persero quattro piroscafi e tutte le chiatte. Il giorno successivo, i brasiliani tentarono di recuperare l'armamento della Jequitinhonha, ma furono fermati dal fuoco dei soldati paraguaiani appostati lungo le rive.

## Conseguenze
Dopo la battaglia, gli otto piroscafi brasiliani rimasti navigarono lungo il fiume. Il presidente López ordinò al maggiore José Maria Brúguez e alle sue batterie di spostarsi rapidamente nell'entroterra verso sud per aspettare ed attaccare la flotta brasiliana di passaggio. Il 12 agosto, Brúguez attaccò la flotta dalle alte scogliere di Cuevas. Tutte le navi brasiliane furono colpite e 21 uomini rimasero uccisi.
Il Paraguarí, che era stato speronato dall'Amazonas, fu incendiato dai brasiliani. Dal momento che la nave aveva uno scafo di metallo qualche mese dopo, López ordinò alla Yporá di recuperarne lo scafo, rimorchiarlo fino al fiume Jejui e affondarlo lì. Sempre su ordine di López, un mese dopo la battaglia, l'Yporá tornò sul posto e, sempre di notte e di nascosto per non allarmare un altro piroscafo brasiliano ancorato nelle vicinanze, abbordò i resti della Jequitinhonha e rubò uno dei suoi cannoni.
Meza fu ferito da un colpo di pistola al petto durante la battaglia, morì otto giorni dopo per la ferita all'ospedale di Humaitá. López, dopo aver appreso della sua morte disse: "Si no hubiera muerto con una bala, debia morir con cuatro" ("Se non fosse morto per un colpo di pistola, sarebbe dovuto morire per quattro"). Il dittatore paraguaiano diede poi ordine che nessun ufficiale partecipasse al funerale di Meza.
La sconfitta impedì alla colonna paraguaiana sul fiume Paraná di dare aiuto a quella sul fiume Uruguay: l'avanzata delle truppe del generale Robles si arrestò così al fiume Santa Lucía. López gli ordinò quindi di tornare a Corrientes. D'altra parte, l'effimera riconquista della città e la vittoria del Riachuelo avevano risollevato il morale delle truppe argentine.
Nonostante l'ampia vittoria ottenuta, la flotta brasiliana si ritirò fino al villaggio di Empedrado. L'obiettivo era stato raggiunto: impedire le comunicazioni del Paraguay con l'Oceano Atlantico.